# Австротаксус
Австротаксус колосистый (лат. Austrotaxus spicata) — единственный вид из рода Austrotaxus семейства Тисовые (Taxaceae). Является единственным представителем семейства Тисовые, произрастающим в Южном полушарии (латинское название рода можно перевести как «южный тис»). Эндемик Новой Каледонии.

## Классификация
Растение впервые было описано в 1922 году. Систематическое положение австротаксуса колосистого до сих пор остаётся неясным: у него есть достаточно чёткие признаки как подокарповых, так и тисовых, занимая, таким образом, промежуточное положение между этими двумя семействами. В 1938 году японский учёный Т. Накаи попытался разрешить споры о систематическом положении растения выделением его в самостоятельное семейство, однако это предложение не нашло поддержки среди других специалистов.

## Распространение
Австротаксус колосистый произрастает во влажных тропических лесах центральной и северной части острова Новая Каледония на высоте от 300 до 900 м. Встречается преимущественно на сланцевых и гнейсовых скалах вместе со многими видами растений, типичных для южной части острова, где, по неизвестным причинам, австротаксус колосистый не произрастает.

## Биологическое описание
Австротаксус колосистый — вечнозелёное двудомное дерево с ветвистой кроной и высотой от 3 до 25 м. Диаметр ствола — 0,3—0,7 м. Кора морщинистая, красновато-коричневого цвета. Древесина очень тёмная.
Почки конечные, диаметром 3 мм и длиной 2 мм. Молодые листья мало чем отличаются от взрослых. Длина листа составляет 17 см, ширина — 0,8 см. По мере взросления лист становится короче. Взрослый лист узкий и длинный, по форме ланцетный, остроконечный, с загнутыми вниз краями, длиной 5—10 см, шириной 0,35—0,5 см, блестящего тёмно-зелёного цвета сверху и бледно-зелёного снизу. Длина черешка листа — 8 мм. Мужские шишки (микростробилы) очень маленькие по размерам, образуют прямостоячие, колосовидные собрания. В каждой оси стробилов находится 12—18 кроющих листьев длиной 1,5 мм, а в их пазухах находится по одному редуцированному стробилу, имеющему 1—5 микроспорофилл. Каждый микроспорофилл несёт 2—4 микроспорангия. Женские шишки (мегастробилы) верхушечные, покрыты спирально расположенными чешуйками. Семязачаток прямой. Семя косточкообразное, образуется на кончике побега длиной 2—3 мм, округлое, длиной 12 мм, диаметром 6—7 мм. Зрелое семя полностью (за исключением двухмиллиметрового кружка в верхней части) заключено в мясистую, оранжевого цвета кровельку.